# Буддистський календар
Буддистський календар — це набір місячно-сонячних календарів, які переважно використовуються китайським населенням у релігійних або офіційних випадках у Камбоджі, Лаосі, М'янмі, Індії, Шрі-Ланці та Таїланді, а також у Малайзії, Сінгапурі та В'єтнамі. Хоча календарі мають спільний родовід, вони також мають незначні, але важливі варіації, такі як графік інтеркаляції, назви та нумерація місяців, використання циклів тощо. У Таїланді буддистська ера називається системою нумерації року, яка використовується як у традиційному тайському місячному календарі, так і в тайському сонячному календарі.
Місячно-сонячні календарі Південно-Східної Азії здебільшого базуються на старішій версії індуїстського календаря, який використовує зоряний рік як сонячний. Однією з головних відмінностей є те, що системи Південно-Східної Азії, на відміну від своїх індійських двоюрідних братів, не використовують очевидний облік, щоб підтримувати синхронізацію із зоряним роком. Натомість вони використовують свої версії Метонового циклу. Однак, оскільки метонівський цикл не дуже точний для сидеричних років, календар Південно-Східної Азії повільно розходиться з сидеричним, приблизно один день кожні 100 років. Проте скоординованих структурних реформ місячно-сонячного календаря не було здійснено.
Сьогодні традиційний буддистський місячно-сонячний календар використовується в основному для свят Тхеравади. Офіційним календарем у Таїланді є тайська буддистська ера, змінена нумерація григоріанського календаря.

## Структура

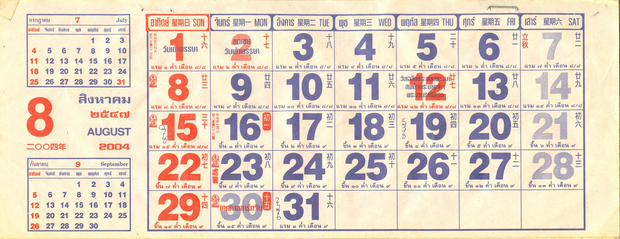
Таїландська версія місячно-сонячного буддистського календаря

Методологія обчислення поточних версій буддистських календарів Південно-Східної Азії значною мірою базується на бірманському календарі, який використовувався в різних королівствах Південно-Східної Азії аж до 19 століття під іменами Чула Сакарат і Йолак Сакарадж. Бірманський календар, у свою чергу, базувався на «оригінальній» системі Сур'я Сіддганта стародавньої Індії (вважається, що це була школа Ардгаратріка). Однією з ключових відмінностей від індійських систем є те, що бірманська система дотримується різновиду циклу Метона. Незрозуміло, звідки, коли і як була введена система Метона; Гіпотези варіюються від Китаю до Європи. Таким чином, бірманська система, як і системи Південно-Східної Азії, використовує «дивну» комбінацію сидеричних років з індійського календаря в поєднанні з Метоновим циклом, який краще підходить для тропічних років.

### Епохальна дата
У всіх традиціях Тхеравади датою епохального року 0 в календарі був день, коли Будда досяг парінірвани. Однак не всі традиції погоджуються щодо того, коли це насправді відбулося. У бірманській буддійській традиції це було 13 травня 544 р. до н. е. (вівторок, повний місяць Касона 148 Анджанасакарадж). Але в Таїланді це було 11 березня 545 р. до н. е., дата, яку нинішній тайський місячно-сонячний і сонячний календарі використовують як епохальну дату. Тим не менш, тайські календарі чомусь зафіксували різницю між їхньою нумерацією буддійської ери (БЕ) і нумерацією християнської/загальної ери (ХЕ) на 543, що вказує на епохальний рік 544 до н. е., а не 545 до н. е. У М'янмі різниця між БЕ та ХE може становити 543 або 544 для дат ХЕ, та 544 або 543 для дат до н. е. залежно від місяця буддійської ери (оскільки буддистський календар перетинає григоріанський календар нині з квітня по квітень).
| Рік н. е. | Еквівалент роки ХЕ                   | Еквівалент ХE (Тайська сонячна) |
| --------- | ------------------------------------ | ------------------------------- |
| 0         | 544–543 рр. до н.е                   |                                 |
| 1         | 543–542 рр. до н.е                   |                                 |
| 543       | 1 рік до нашої ери — 1 рік нашої ери | 0–1 н.е                         |
| 544       | 1–2 н.е                              | 1–2 н.е                         |
| 2483      | 1940–1941 роки                       | 1940 (квітень–грудень)          |
| 2484      | 1941–1942 роки                       | 1941 рік                        |
| 2565      | 2022–2023 роки                       | 2022 рік                        |

### Місяць

#### Типи
Календар розрізняє два типи місяців: синодичний і сидеричний. Синодичні місяці використовуються для складання років, тоді як 27 місячних сидеричних днів (санскрит: накшатра), разом із 12 знаками зодіаку, використовуються для астрологічних розрахунків. (Бірманський календар також визнає сонячний місяць під назвою Thuriya Matha, який визначається як 1/12 року. Але сонячний місяць змінюється залежно від типу року, наприклад тропічний рік, зоряний рік тощо.)

#### Зростання та спадання
Дні місяця рахуються на дві половини: зростаючу і спадну. 15 числа зростаючого місяця є календарним днем повного місяця. Календарний молодик — останній день місяця (14 або 15 спадний). Через неточність календарних систем обчислення середнє та справжнє (справжні) молодики рідко збігаються. Середній молодий місяць часто передує справжньому молодому місяцю.
| Тип           | Днів           | Опис                           |
| ------------- | -------------- | ------------------------------ |
| Зростання     | від 1 до 15    | Від молодика до повного місяця |
| Повний місяць | 15             | Повний місяць                  |
| Спадання      | 1 до 14 або 15 | Від повного місяця до молодика |
| Новий місяць  | 15             | Новий місяць                   |

#### Кількість днів у місяці
Оскільки синодичний місячний місяць становить приблизно 29,5 днів, у календарі чергуються місяці з 29 і 30 днів.
| Санскрит                   | Палі       | Бірманський         | Кхмерський        | Лаоський | Сингальський    | Тайський            | Кільк. днів | Григоріанський (прибл.) |
| -------------------------- | ---------- | ------------------- | ----------------- | -------- | --------------- | ------------------- | ----------- | ----------------------- |
| Чайтра                     | Citta      | Tagu (တန်ခူး)          | Chêtr (ចេត្រ)       | ຈິຕ       | Bak (බක්)        | Chittra (จิตร)       | 29          | Березень-Квітень        |
| Вайшакха                   | Vesākha    | Kason (ကဆုန်)         | Pĭsakh (ពិសាខ)      | ວິສາຂະ    | Vesak (වෙසක්)     | Wisakha (วิสาข)      | 30          | Квітень–Травень         |
| Джйотшха                   | Jeṭṭha     | Nayon (နယုန်)         | Chésth (ជេស្ឋ)      | ເຊດ      | Poson (පොසොන්)     | Chettha (เชษฐ)      | 29 [30]     | Травень–Червень         |
| Ашадга                     | Āsāḷha     | Waso (ဝါဆို)           | Asath (អាសាឍ)       | ອາສາລະຫະ | Æsala (ඇසළ)     | Asanha (อาสาฬห)     | 30          | Червень–Липень          |
| Шравана                    | Sāvaṇa     | Wagaung (ဝါခေါင်)       | Srapôn (ស្រាពណ៍)     | ສາວະນະ   | Nikini (නිකිණි)    | Sawana (สาวน)       | 29          | Липень–Серпень          |
| Бгадрапада або Простхапада | Poṭṭhapāda | Tawthalin (တော်သလင်း)    | Phôtrôbât (ភទ្របទ) | ພັດທະຣະບົດ | Binara (බිනර)    | Phatthrabot (ภัทรบท) | 30          | Серпень–Вересень        |
| Ашвіна                     | Assayuja   | Thadingyut (သီတင်းကျွတ်)  | Âssŏch (អស្សុជ)     | ອັດສະວະຍຸດ | Wap (වප්)        | Atsawayut (อัศวยุช)   | 29          | Вересень–Жовтень        |
| Картіка                    | Kattika    | Tazaungmon (တန်ဆောင်မုန်း) | Kâtdĕk (កត្តិក)     | ກັດຕິກາ    | Il (ඉල්)         | Kattika (กัตติกา)     | 30          | Жовтень–Листопад        |
| Маргаширша                 | Māgasira   | Nadaw (နတ်တော်)         | Mĭkôsĕr (មិគសិរ)    | ມິຄະສິນ    | Undhuvap (උඳුවප්) | Mikkhasira (มิคสิร)   | 29          | Листопад–Грудень        |
| Пауша                      | Phussa     | Pyatho (ပြာသို)         | Bŏss (បុស្ស)        | ປຸສສ      | Dhuruthu (දුරුතු)  | Putsa (ปุสส)         | 30          | Грудень–Січень          |
| Маґга                      | Māgha      | Tabodwe (တပို့တွဲ)       | Méakh (មាឃ)        | ມາດ      | Navam (නවම්)     | Makha (มาฆ)         | 29          | Січень–Лютий            |
| Пхальгуна                  | Phagguṇa   | Tabaung (တပေါင်း)       | Phâlkŭn (ផល្គុន)    | ຜັກຄຸນ     | Mædhin (මැදින්)    | Phakkhun (ผัคคุณ)     | 30          | Лютий–Березень          |

#### Нумерація місяців
Різні регіональні версії календаря Chula Sakarat/Бірманського календаря існували в різних регіонах материкової Південно-Східної Азії. На відміну від бірманських систем, системи Kengtung, Sipsongpanna, Lan Na, Лансанг і Sukhothai позначають місяці за числами, а не за назвами. Це означає, що читання стародавніх текстів і написів у Таїланді вимагає постійної пильності не лише для того, щоб переконатися, що хтось працює правильно для правильного регіону, але й для варіацій у самих регіонах, коли вторгнення спричиняють зміни на практиці.
| Місяць     | Кхмерська, Ланшангська, Сукотайська та Старобірманська | Kengtung, Sipsongpanna | Чіангмай |
| ---------- | ------------------------------------------------------ | ---------------------- | -------- |
| Чайтра     | 5                                                      | 6                      | 7        |
| Вайшакха   | 6                                                      | 7                      | 8        |
| Джйотшха   | 7                                                      | 8                      | 9        |
| Ашадга     | 8                                                      | 9                      | 10       |
| Шравана    | 9                                                      | 10                     | 11       |
| Бгадрапада | 10                                                     | 11                     | 12       |
| Ашвіна     | 11                                                     | 12                     | 1        |
| Картіка    | 12                                                     | 1                      | 2        |
| Маргаширша | 1                                                      | 2                      | 3        |
| Пауша      | 2                                                      | 3                      | 4        |
| Маґга      | 3                                                      | 4                      | 5        |
| Пхальгуна  | 4                                                      | 5                      | 6        |

### Рік
Буддистський календар — це місячно-сонячний календар, у якому місяці базуються на місячних, а роки — на сонячних. Одне з його основних завдань — синхронізувати місячну частину з сонячною. Місячні місяці, яких зазвичай дванадцять, складаються поперемінно з 29 і 30 днів, так що звичайний місячний рік міститиме 354 дні, на відміну від сонячного року ~365,25 днів. Тому необхідна певна форма додавання до місячного року (інтеркаляції). Загальну основу для нього становлять цикли по 57 років. Одинадцять додаткових днів додається кожні 57 років, а сім додаткових місяців по 30 днів додаються кожні 19 років (21 місяць у 57 роках). Це забезпечує 20819 повних днів для обох календарів. Цей 57-річний цикл забезпечить середню тривалість року приблизно 365,2456 днів і середній місяць приблизно 29,530496 днів, якщо не виправити.
Таким чином, календар додає проміжний місяць у високосні роки, а іноді також проміжний день у високосні роки. Вставний місяць не тільки коригує довжину року, але й виправляє накопичувальну помилку місяця до розміру половини доби. Середню тривалість місяця додатково коригують шляхом додавання дня до Найона через нерегулярні проміжки часу — трохи більше семи разів за два цикли (39 років). Проміжний день не вставляється ніколи, за винятком року, який має проміжний місяць. Індуїстський календар вставляє інтеркалярний місяць у будь-яку пору року, як тільки накопичені частки становлять один місяць. Проте бірманський календар завжди вставляє інтеркалярний місяць в той самий час року, після літнього сонцестояння, тоді як араканський календар вставляє його після весняного рівнодення.

#### Бірманський рік
Бірманський календарний рік складається з 354, 384 або 385 днів.
| Місяць     | Звичайний рік | Малий високосний рік | Великий високосний рік |
| ---------- | ------------- | -------------------- | ---------------------- |
| Тегу       | 29            | 29                   | 29                     |
| Касон      | 30            | 30                   | 30                     |
| Найон      | 29            | 29                   | 30                     |
| Васо       | 30            | 30                   | 30                     |
| 2-й Васо   | n/a           | 30                   | 30                     |
| Wagaung    | 29            | 29                   | 29                     |
| Тавталін   | 30            | 30                   | 30                     |
| Тадінгют   | 29            | 29                   | 29                     |
| Тазаунгмон | 30            | 30                   | 30                     |
| Nadaw      | 29            | 29                   | 29                     |
| П'ято      | 30            | 30                   | 30                     |
| Табодве    | 29            | 29                   | 29                     |
| Табаунг    | 30            | 30                   | 30                     |
| Усього     | 354           | 384                  | 385                    |

Примітка. Араканський календар додає інтеркалярний день у тегу, а не в найоні.

#### Камбоджійський, лаоський та тайський
У камбоджійському, лаоському та тайському місячно-сонячних календарях використовується дещо інший метод розміщення інтеркалярного дня. Замість високосного року, як у бірманській системі, тайська система поміщає його в окремий рік. Таким чином, тайський малий високосний рік має 355 днів, а тайський великий високосний рік — 384 дні.
| Місяць     | Звичайний рік | Малий високосний рік | Великий високосний рік |
| ---------- | ------------- | -------------------- | ---------------------- |
| Чайтра     | 29            | 29                   | 29                     |
| Вайшакха   | 30            | 30                   | 30                     |
| Джйотшха   | 29            | 30                   | 29                     |
| Ашадга     | 30            | 30                   | 30                     |
| 2-а ашадга | n/a           | n/a                  | 30                     |
| Шравана    | 29            | 29                   | 29                     |
| Бгадрапада | 30            | 30                   | 30                     |
| Маргаширша | 29            | 29                   | 29                     |
| Картика    | 30            | 30                   | 30                     |
| Маргаширша | 29            | 29                   | 29                     |
| Пауша      | 30            | 30                   | 30                     |
| Маґга      | 29            | 29                   | 29                     |
| Пхальгуна  | 30            | 30                   | 30                     |
| Усього     | 354           | 355                  | 384                    |

### Новий рік
Оскільки головна мета буддистського календаря — йти в ногу з сонячним роком, новий рік завжди відзначається сонячним роком, який припадає на час, коли Сонце входить в Овна. Дата, яка в даний час припадає на 17 квітня, повільно дрейфувала протягом століть. У 20 столітті Новий рік припадав на 15 або 16 квітня, а в 17 столітті він випадав на 9 або 10 квітня. Таїланд і Камбоджа більше не використовують традиційний місячно-сонячний календар для святкування Нового року.
| Традиція    | Дата 2013 року | Примітки                                  |
| ----------- | -------------- | ----------------------------------------- |
| Бірманський | 17 квітня      | Змінюється; буде продовжувати віддалятися |
| Кхмерський  | 14 квітня      | Змінюється з 13 по 14 квітня              |
| Тайський    | 13 квітня      | Зафіксований на сонячному календарі       |

### Цикл
Камбоджійська, лаоська та тайська системи дають назви тварин рокам із циклу з 12. Ця практика також існувала в Бірмі в язичницький період, але пізніше вимерла.
| Рік | Тварина | Кхмерська   | Лаоська        | Тайська        |
| --- | ------- | ----------- | -------------- | -------------- |
| 1   | Щур     | ជូត (Чут)    | ຊວດ (Суат)     | ชวด (Чуат)     |
| 2   | Бик     | ឆ្លូវ (Чхлов) | ສະຫລູ (Салу)    | ฉลู (Чалу)      |
| 3   | Тигр    | ខាល (Кхал)   | ຂານ (Хан)      | ขาล (Хан)      |
| 4   | Кролик  | ថោះ (Тхо)     | ເຖາະ (Тхо)     | เถาะ (Тхо)     |
| 5   | Дракон  | រោង (Рорнг)  | ມະໂລງ (Malong) | มะโรง (Маронг) |
| 6   | Змія    | ម្សាញ់ (Msanh) | ມະເສງ (Maseng) | มะเส็ง (Maseng) |
| 7   | Кінь    | មមី (Момі)   | ມະເມັຽ (Маме)   | มะเมีย (Мамія)  |
| 8   | Коза    | មមែ (Momae)  | ມະແມ (Mamae)   | มะแม (Mamae)   |
| 9   | Мавпа   | វក (Ворк)   | ວອກ (Вок)      | วอก (Вок)      |
| 10  | Півень  | រកា (Рока)   | ລະກາ (Лака)    | ระกา (Рака)    |
| 11  | Пес     | ច (Чар)     | ຈໍ (Чо)         | จอ (Чо)        |
| 12  | свиня   | កុរ (Кол)    | ກຸນ (Кун)       | กุน (Кун)       |

Камбоджійський календар також зберігає 10-річний цикл імен (пронумерований від одного до десяти). Камбоджійці використовують кілька систем для ідентифікації певного року. Наприклад, 2017 рік визначено як 2561 буддистська ера, рік Півня, Нуппасак (9 рік). У тайському місячному календарі також використовується подібний пронумерований 10-річний цикл. Кожне число в циклі відповідає останній цифрі року в календарі Чула Сакарат. 
| Числа | Назви кхмерською мовою | Кхмерська транслітерація | Назви тайською мовою | Тайська транслітерація |
| ----- | ---------------------- | ------------------------ | -------------------- | ---------------------- |
| 1     | ឯកស័ក                   | Aekkasak                 | เอกศก                | Еккасок                |
| 2     | ទោស័ក                    | Торсак                   | โทศก                 | Тосок                  |
| 3     | ត្រីស័ក                   | Трейсак                  | ตรีศก                 | Трисок                 |
| 4     | ចត្វាស័ក                  | Чатвасак                 | จัตวาศก               | Чаттавасок             |
| 5     | បញ្ចស័ក                  | Панчасак                 | เบญจศก               | Бенчасок               |
| 6     | ឆស័ក                    | Чхорсак                  | ฉศก                  | Чорсок                 |
| 7     | សប្តស័ក                  | Саппдасак                | สัปตศก                | Саптасок               |
| 8     | អដ្ឋស័ក                  | Аттасак                  | อัฐศก                 | Аттасок                |
| 9     | នព្វស័ក                  | Нуппасак                 | นพศก                 | Нопфасок               |
| 10    | សំរឹទ្ធិស័ក                 | Samretthisak             | สัมฤทธิศก              | Самріттісок            |

## Точність
Буддистські календарі Південно-Східної Азії використовують місячні місяці, але намагаються йти в ногу з сонячним роком, вставляючи інтеркалярні місяці та дні в метонівський цикл (у випадку бірманського календаря — у змінений метонівський цикл). Однак сонячний рік, визначений Буддистськими календарями, насправді є зоряним роком, який майже на 24 хвилини довший за фактичний середній тропічний рік. Тому, як і всі зоряні календарі, місячно-сонячні календарі повільно відходять від пір року. Приблизно кожні 60 років і 4 місяці календарі зміщуються на один день.
Накопичувальний дрейф проти пір року означає, що Новий рік, який раніше припадав на 22 березня (біля дня весняного рівнодення) у 638 році нашої ери, тепер припадає на 17 квітня у 2013 році нашої ери. Немає відомостей про узгоджені міжнародні зусилля, щоб зупинити цей дрейф. Таїланд переніс свою «Буддистську еру» на григоріанський календар під назвою Тайський сонячний календар. У М'янмі бірманські календарі намагалися впоратися з цією проблемою, періодично змінюючи графік інтеркаляції в Метоновому циклі. Одним із головних недоліків цього підходу є те, що неможливо опублікувати майбутні календарі більш ніж на кілька років (часто навіть на рік) вперед.

## Історія
Буддистська ера була вперше представлена в Південно-Східній Азії разом із буддизмом на початку століть нашої ери. Це був не окремий календар, а просто система нумерації років, яка використовувала організацію та методи обчислення переважаючих місячно-сонячних календарів, що використовувалися в усьому регіоні. У перші століття н. е. еталонним цивільним календарем буддистського календаря, поширеним у Південно-Східній Азії, була ера Сака (ера Махасакарадж), яка, як кажуть, була прийнята державою Пю Шрикшетра у 80 р. н. Еру Сака поступово змінила бірманська ера або Куласакарадж, спочатку в М'янмі в 640 р. н. е. та в інших тхеравадських королівствах Південно-Східної Азії між 13 і 16 століттями. Буддійська традиція Тхеравади також визнає добуддійську Анджану Сакарадж (Ера Анджани), оскільки події життя Будди записані в ту епоху.
| Назва                        | Епохальна дата                                   | Примітки |
| ---------------------------- | ------------------------------------------------ | --- |
| Анджана Сакарадж             | 10 березня 691 р. до н.е                         | Кажуть, що його заснував дід Будди по материнській лінії король Анджана Використовується для датування подій за життя Будди |
| Буддійська ера               | 13 травня 544 р. до н.е 11 березня 545 р. до н.е | 544 р. до н. е. у М'янмі; 545 рік до нашої ери в Таїланді                                                                   |
| Шака самват                  | 17 березня 78 р. н. е                            | Громадянський календар |
| Бірманська ера (Culāsakaraj) | 22 березня 638                                   | Громадянський календар |

Традиція використання різних еталонних календарів була продовжена в Сіамі в 1912 році, коли король Вачіравуд постановив, що буддистська ера тепер відстежуватиме тайський сонячний календар, сіамську версію григоріанського календаря з днем Нового року 1 квітня. Таким чином, 2455 рік тайської буддійської ери почався 1 квітня 1912 року (на відміну від 15 квітня 1912 року за місячно-сонячним календарем). 6 вересня 1940 року прем'єр-міністр Плек Пібунсонграм постановив, що 1 січня 1941 року почнеться 2484 рік нашої ери. У результаті 2483 рік тривав лише 9 місяців, а тайська буддійська ера дорівнює загальній ері плюс 543 роки.

## Поточне використання
Місячно-сонячний календар використовується для відзначення важливих буддійських свят. Багато свят відзначаються як державні.
| Дата буддистського календаря            | Міжнародна дата                    | Державне свято в                                               | Примітки |
| --------------------------------------- | ---------------------------------- | -------------------------------------------------------------- | --- |
| Повний місяць Пауши                     | Січень                             | Шрі-Ланка                                                      | Duruthu Poya: в пам'ять про перший візит Будди до Шрі-Ланки |
| Повний місяць Маґга                     | Лютий                              | Камбоджа, Лаос, Шрі-Ланка, Таїланд                             | Маґга Пуджа в Камбоджі, Лаосі, Таїланді та відома як Навам Поя на Шрі-Ланці |
| Повний місяць Пхальгуна                 | Березень                           | Лаос, М'янма, Шрі-Ланка                                        | Boun Pha Vet (Лаос), Tabaung Festival (М'янма), Medin Poya (Шрі-Ланка) |
| Майже завжди в Чайтра, іноді у Вайшакха | 13–17 квітня (залежить від країни) | Камбоджа, Лаос, М'янма, Шрі-Ланка, Таїланд                     | Сонгкран (Новий рік у Південно-Східній Азії) Традиційно Новий рік відзначають, коли Сонце входить у знак Овна, але зараз цей день є фіксованим у більшості країн; М'янма досі дотримується традиції. Це також знаменує початок наступного року зодіаку тварин за буддистським календарем для деяких країн. |
| Повний місяць Чайтра                    | Квітень                            | Шрі-Ланка                                                      | Бак Поя: вшановує другий візит Будди до Шрі-Ланки |
| Повний місяць Вайшакхи                  | Травень                            | Камбоджа, Лаос, Таїланд, Шрі-Ланка, М'янма, Малайзія, Сінгапур | День Будди (Весак) |
| Повний місяць Джйотшха                  | Червень                            | Шрі-Ланка                                                      | Poson Poya: вшановує впровадження буддизму на Шрі-Ланці |
| Повний місяць АшадГа                    | Липень                             | Камбоджа, Лаос, М'янма, Таїланд, Шрі-Ланка                     | Васса Есала Поя (Шрі-Ланка) Асала Пуджа (Таїланд) |
| Повний місяць Шравана                   | Серпень                            | Шрі-Ланка                                                      | Нікині Поя |
| Повний місяць Бгадрапади                | Вересень                           | Лаос, Шрі-Ланка                                                | Бінара Поя (Шрі-Ланка) |
| Повний місяць Ашвіна                    | Жовтень                            | Камбоджа, Лаос, М'янма, Шрі-Ланка                              | Кінець Васси Боун Суанг Хуеа (Лаос); Thadingyut Festival (М'янма); Vap Poya (Шрі-Ланка); Wan Ok Phansa (Таїланд) |
| Повний місяць Картіки                   | Листопад                           | Лаос, М'янма, Шрі-Ланка, Таїланд, Камбоджа                     | Фестиваль That Luang (Лаос); Tazaungdaing Festival (М'янма); Іль Поя (Шрі-Ланка); Loi Krathong (Таїланд); Bon Om Touk (Камбоджа) |
| Повний місяць Маргаширша                | Грудень                            | Шрі-Ланка                                                      | Ундхувап Поя (Шрі-Ланка) |

## Комп'ютерна підтримка
«Буддистський календар» у тайському стилі, який є григоріанським календарем із буддистською епохою, підтримується в Java 8, iOS і macOS.